# Exenterus dormitans
Exenterus dormitans là một loài tò vò trong họ Ichneumonidae.